# Quantum Conundrum
Quantum Conundrum est un jeu vidéo de réflexion en vue subjective développé par Airtight Games et édité par Square Enix sorti en 2012.